# Phostria omophanes
Phostria omophanes là một loài bướm đêm trong họ Crambidae.